# Lipót Baumhorn

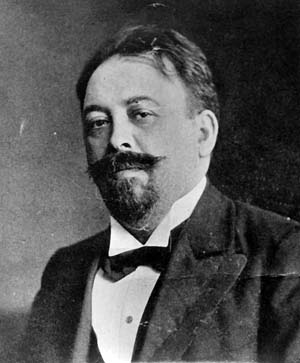
Lipót Baumhorn

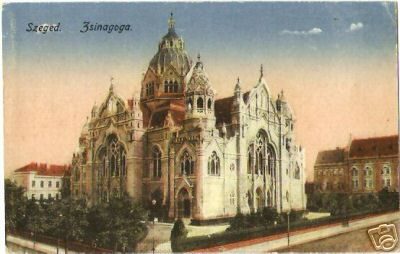
Synagoge in Szeged

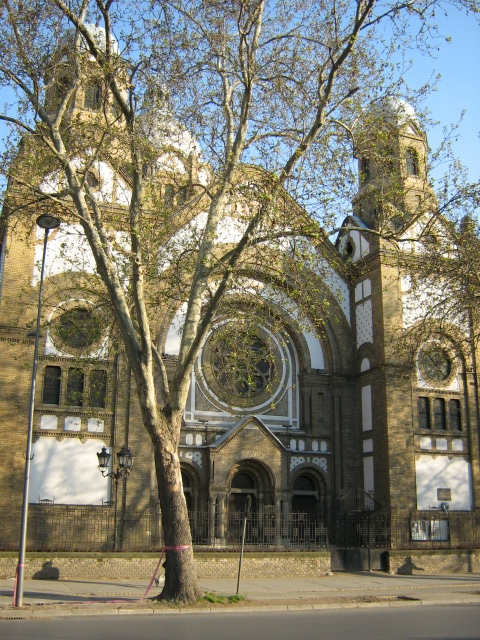
Synagoge in Novi Sad

Lipót Baumhorn, deutsch Leopold Baumhorn, (geboren 28. Dezember 1860 in  Kisbér, Kaisertum Österreich; gestorben 8. Juli 1932 ebenda) war ein ungarischer Architekt.

## Leben
Baumhorn studierte am Polytechnikum Wien bei Heinrich von Ferstel und graduierte im Jahr 1883. Anschließend arbeitete er im Büro der Architekten Ödön Lechner und Gyula Pártos in Budapest. Er plante und errichtete Dutzende von Synagogen, jüdischen Gemeindeeinrichtungen und Privathäusern im Königreich Ungarn, darunter die Synagoge in der Fabrikstadt in Timișoara und die Synagogen von Novi Sad, Rijeka, Murska Sobota, Zrenjanin (von den Deutschen 1941 zerstört), Esztergom, Ujpest und im XIII. Bezirk von Budapest. Zwölf der von ihm errichteten Synagogen stehen bis heute, darunter die Synagoge von Szeged (1903), die als der Höhepunkt seines Schaffens gilt.

## Bauwerke (unvollständig)
- 1890: Synagoge (Tokaj)
- 1896: Synagoge in Zrenjanin
- 1898–1901: Neologe Synagoge in Brașov
- 1899: Synagoge in Szolnok
- 1899: Synagoge in der Fabrikstadt in Timișoara
- 1900–1903: Neue Synagoge in Szeged
- 1903: Alte Synagoge in Rijeka
- 1905: Synagoge in Cegléd
- 1906–1909: Synagoge in Novi Sad
- 1907–1908: Synagoge in Murska Sobota
- 1908: Palais Menrath in Novi Sad
- 1908–1911: Synagoge in Nitra
- 1909: Synagoge György-Dózsa-Straße in Budapest
- 1911: Neologe Synagoge in Kecskemét; Restaurierung nach Erdbeben
- 1912: Palais Lloyd in Timișoara
- 1923: Synagoge Páva-Straße in Budapest
- 1925: Neologe Synagoge in Lučenec
- Synagoge in Esztergom